# فولكان (ستار تريك)

زاكري كوينتو في دور السيد سبوك

شعب الفولكان هم جنس خيالي من خارج الأرض في سلسلة ستار تريك يشبهون البشر. في عدة أفلام ومسلسلات يلاحظ ميل شعب الفولكان إلى العيش حسب العقل والمنطق بعيدا عن العاطفة. كانوا أول كائنات من خارج الأرض في عالم ستار تريك الخيالي تقيم اتصال مع البشر. وقدموا مساعدات هائلة للأرض المدمرة بعد الحرب العالمية الثالثة حيث ساعدوا الكوكب في القضاء على الفقر والمرض في غضون قرن واحد بدون طلب أي شيء في المقابل رغم قدرتهم على استخدام التقنيات المتفوقة بشكل كبير من أجل إخضاع الأرض في حال رغبوا في ذلك.